# 小出克彦
小出 克彦（こいで かつひこ）は、日本の脚本家。主にアニメを中心に活動している。手塚プロダクション出身。2024年現在、日本脚本家連盟に著作権を信託しておらず、日本シナリオ作家協会にも非加入である（同様のスタンスを取っている脚本家に會川昇、兵頭一歩がいる）。

## 主な作品リスト

### テレビアニメ
- ジャングル大帝（1989年）制作進行
- おにいさまへ…（1991年）
- H2（1995年）
- バーチャファイター（1995年）
- 爆走兄弟レッツ&ゴー!!（1996年）
- 爆走兄弟レッツ&ゴー!!WGP（1997年）
- 白鯨伝説（1997年）
- 爆走兄弟レッツ&ゴー!!MAX（1998年）
- 超速スピナー（1998年）
- KAIKANフレーズ（1999年） - シリーズ構成（11話まで）
- 聖ルミナス女学院（1999年）
- ゾイド -ZOIDS-（1999年）
- 地球防衛企業ダイ・ガード（1999年）
- ゾイド新世紀スラッシュゼロ（2001年）
- シャーマンキング（2002年） - シリーズ構成
- スパイラル －推理の絆－（2003年）
- 宇宙のステルヴィア（2003年）
- ザ・サード 〜蒼い瞳の少女〜（2006年）
- 武装錬金（2006年）
- Over Drive（2007年） - シリーズ構成
- 大江戸ロケット（2007年）
- ヒロイック・エイジ（2007年）
- 素敵探偵ラビリンス（2007年）
- アスラクライン（2009年） - シリーズ構成
- お兄ちゃんのことなんかぜんぜん好きじゃないんだからねっ!!（2011年）

### OVA
- マグマ大使（1993年） - シリーズ構成
- ブラック・ジャック（1995年）
- 恋愛候補生 STARLIGHT SCRAMBLE（1999年）
- 超人ロック ミラーリング（2000年）
- スペーストラベラーズ（2000年）

### ドラマCD
- さよなら絶望先生絶望劇場（2008年）